# سهره چهچهه‌زن پهلوحنایی
سهره چهچهه‌زن پهلوحنایی (نام علمی: Poospiza hypocondria) نام یک گونه از سرده سهره چهچهه‌زن است.